# Тягиня (жудець)
Жудець Тягиня, або Бендерський повіт був адміністративною одиницею першого порядку Румунського королівства, розташованою в історичній області Бессарабія. Центром повіту було місто Бендери (тоді — Тягиня).

## Розташування

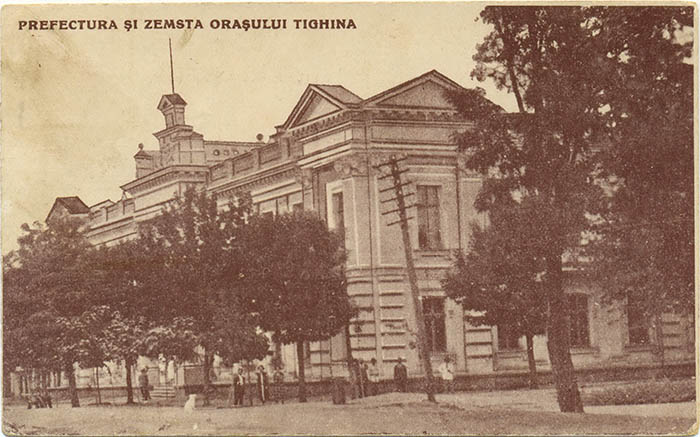
Будівля префектури Бендерського повіту міжвоєнного періоду.

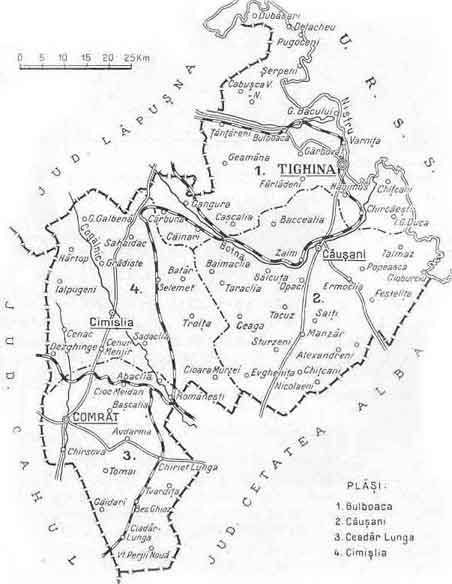
Карта повіту з планом і назвами ділянок 1938 р.

Повіт був у східній частині Великої Румунії, на південному сході Бессарабської області, на кордоні з Радянським Союзом. Нині територія колишнього повіту входить до складу Республіки Молдова. Межує з Кагульським повітом на заході, з Лепушнянським повітом на півночі та з повітом Четатя-Албе на півдні. На сході проходив кордон з Радянським Союзом, по інший бік річки Дністер.

## Структура
Територія повіту спочатку поділялася на чотири частини: 
1. Plasa Булбоака,
2. Plasa Каушани,
3. Пласа Чадир-Лунга і
4. Сітка Чимішлія.

На території Бендерського повіту було два міських поселення: Бендери (міська волость і центр повіту), відповідно Комрат (міська громада, розташована в західній частині повіту).

## Населення
За переписом 1930 року населення повіту становило 306 592 жителі, з них 53,4% румуни, 14,7% росіяни, 12,8% гагаузи, 6,4% болгари, 5,5% євреї, 3,4% німці, 3,0% українці, 0,4% роми тощо. З релігійної точки зору населення складалося з 89,4% православних, 5,5% мозаїків, 3,0% лютеран, 0,8% старовірних православних, 0,6% римо-католиків, 0,4% баптистів тощо.
| Немає. | Міста, селища    | Населення |
| ------ | ---------------- | --------- |
| 1      | місто Бендери    | 31 384    |
| 2      | місто Комрат     | 12 331    |
|        | Усього міст      | 43 715    |
| 1      | Булбоака         | 57 280    |
| 2      | Каушани          | 99 161    |
| 3      | Чадар-Лунга      | 41 416    |
| 4      | Чимішлія         | 65 020    |
|        | Загалом сільське | 262 877   |
|        | Усього повіт     | 306 592   |

### Міська територія
У 1930 р. міське населення повіту становило 44 057 жителів, з них 35,6 % росіян, 19,8 % євреїв, 17,7 % гагаузів, 16,7 % румунів, 4,4 % болгар, 3,1 % українців тощо. З релігійної точки зору місто складалося з 75,1% православних, 19,9% мозаїків, 2,5% старовірних православних, 1% римо-католиків, 0,6% лютеран тощо.

## Документальні матеріали

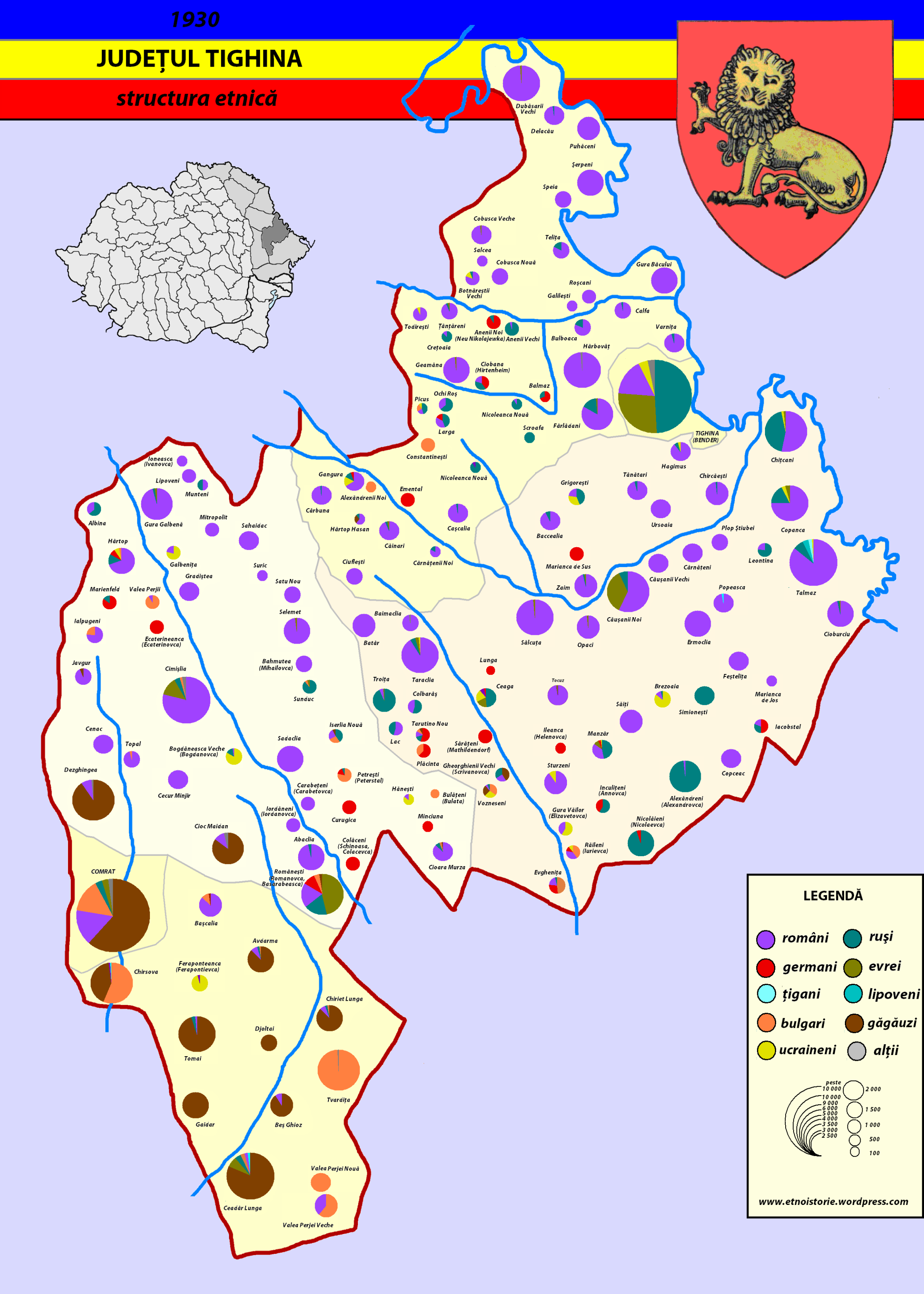
Етнічний склад Бендерського повіту в 1930 році

## Зовнішні посилання
- Портрет міжвоєнної Румунії — повіт Бендери